# 1530.
1530. je četrto desetletje v 16. stoletju med letoma 1530 in 1539. 